# 膜内プロテアーゼ
膜内プロテアーゼ（まくないプロテアーゼ、英: intramembrane protease、略称: IMP）もしくは膜内切断プロテアーゼ（まくないせつだんプロテアーゼ、英: intramembrane-cleaving protease、略称: I-CLiP）は、膜貫通タンパク質の膜貫通ドメインを切断する性質を持った酵素（プロテアーゼ）である。既知の膜内プロテアーゼは全て、それ自体も複数の膜貫通ドメインを持つ膜貫通タンパク質であり、その活性部位は細胞の膜の脂質二重層内に埋め込まれている。膜内プロテアーゼは、制御的膜内切断（regulated intramembrane proteolysis、RIP）と呼ばれる細胞シグナル伝達におけるタンパク質分解切断を担う。
膜内プロテアーゼは典型的な可溶性プロテアーゼとは進化的に関係しておらず、その触媒部位の共通性は収斂進化によるものである。
膜内プロテアーゼの発見は近年であるが、生物学的に重要な機能を持ち、またヒトの疾患とも関係しているため大きな関心が寄せられている。

## 分類
膜内プロテアーゼには4つのグループがあり、触媒機構によって分類されている。
- メタロプロテアーゼ: サイト2プロテアーゼ（英語版）（S2P）とS2P様プロテアーゼ[9]
- アスパラギン酸プロテアーゼ: プレセニリン（γ-セクレターゼの触媒サブユニット）[10][11]、シグナルペプチドペプチダーゼ（英語版）（SPP）とSPP様プロテアーゼ（プレセニリンと遠い関係にあるが、膜の反対方向で切断を行う）[12][13]
- セリンプロテアーゼ: ロンボイドプロテアーゼ（英語版）[14]
- グルタミン酸プロテアーゼ（英語版）: Rce1（既知の唯一の例）[15][16]

## 構造
膜内プロテアーゼは、複数の膜貫通ヘリックスを持つ膜貫通タンパク質である。活性部位は膜貫通ヘリックス内に位置し、疎水的な脂質二重層内で水性環境を形成している。大部分の膜内プロテアーゼは単量体で機能すると考えられているが、有名な例外としてプレセニリンがあり、γ-セクレターゼ複合体内でのみ活性を有する。
4つのグループすべての膜内プロテアーゼで、X線結晶構造解析またはクライオ電子顕微鏡解析による構造特性解析の例がある。

## 酵素活性
4つのグループのうち、Rce1を除く3つのグループでは、膜内プロテアーゼは膜貫通ドメイン内で基質を切断し、切断される結合は膜内に位置している。一方、Rce1グルタミン酸プロテアーゼはCAAXタンパク質のC末端を切断する。膜内プロテアーゼの酵素反応速度は、可溶性プロテアーゼよりも遅いのが一般的である。また、基質特異性はよく理解されておらず、酵素によって大きく異なる。γ-セクレターゼ複合体は、その基質の曖昧さで特に有名である。ロンボイドプロテアーゼとγ-セクレターゼは、タンパク質複合体を形成した後に初めて基質と非基質を見分けるという特異な基質認識機構を持つことが報告されており、その反応速度の遅さの一因となっている。

## 分布
膜内プロテアーゼは全てのドメインの生物に存在し、4つのグループすべてが広く分布している。真核生物では、ペルオキシソームを除く全ての膜結合型オルガネラに少なくとも1つの膜内プロテアーゼが存在している。

## 発見
可溶性プロテアーゼは最も早く最も詳細な特性解析がなされたものの1つであるが、膜内プロテアーゼは比較的近年になって発見されたものである。膜内でのタンパク質切断は、1990年代にDennis Selkoeなどのアルツハイマー病研究者によって、アミロイド前駆体タンパク質のプロセシング機構の1つの可能性として提唱された。疎水的な膜内での加水分解の可能性に関しては当初議論があったが、1997年にサイト2プロテアーゼが膜内プロテアーゼとして初めて実験的に同定された。